# Marcin Sauter
Marcin Sauter (ur. 28 sierpnia 1971 roku w Bydgoszczy) – polski reżyser filmów dokumentalnych, scenarzysta, operator filmowy i fotografik.

## Wykształcenie
W 1990 roku ukończył IV Liceum Ogólnokształcące w Bydgoszczy. Jest absolwentem Wyższego Studium Fotografii w Szkole Filmowej w Łodzi oraz Kursu dokumentalnego w Mistrzowskiej Szkole Reżyserii Filmowej Andrzeja Wajdy (2005), w której obecnie jest wykładowcą.

## Praca zawodowa
Sauter zaczynał jako fotoreporter „Gazety Wyborczej", „Rzeczpospolitej” i „Pozytywu". Jest autorem wielu wystaw fotograficznych i członkiem Związku Polskich Artystów Fotografików.
W 2001 roku zrealizował z Maciejem Cuske niezależną fabułę „I co wy na to, Gałuszko?”. W 2005 roku nakręcił film „Za płotem”, który otrzymał nagrody na międzynarodowych festiwalach w Londynie, Nowym Jorku, Paryżu, Wilnie, Poznaniu i Krakowie, oraz „Kino objazdowe”, nagrodzone na festiwalach w Krakowie i Łagowie. W 2009 roku nakręcił swój pierwszy pełnometrażowy dokument „Na północ od Kalabrii”.
Od 2005 roku razem z Maciejem Cuske, Piotrem Stasikiem i Francuzem Thierrym Paladino tworzy Zespół Filmowy Paladino, realizujący razem projekty dokumentalne.
Sauter jest ekspertem Polskiego Instytutu Sztuki Filmowej w 2014 roku.

## Filmografia
| - Hakawati (2011) - Na północ od Kalabrii (2009) - Andrzej Wajda: Róbmy zdjęcie! (2009) - Pierwszy dzień w cyklu Rosja-Polska. Nowe spojrzenie (2007) - Kino objazdowe (2005) - Za płotem (2005) - I co wy na to, Gałuszko? (2001) |  | - Małe instrumenty (2013) - Matka 24h (2012) - Mleczny brat (2012) - Hakawati (2011) - Debiut (2010) - Mały lalkarz (2010) - Viva Maria! (2010) - Andrzej Wajda: Róbmy zdjęcie! (2009) - PRL de Luxe (2008) - Kredens (2007) - Pierwszy dzień w cyklu Rosja-Polska. Nowe spojrzenie (2007) - Kino objazdowe (2005) - Elektryczka w cyklu Rosja-Polska. Nowe spojrzenie (2005) |  |  |